# 約西波韋
51°2′2″N 34°8′8″E / 51.03389°N 34.13556°E
約西波韋（烏克蘭語：Йосипове）是位於烏克蘭東北部的村莊，由蘇梅州蘇梅區的比洛皮利亞市鎮負責管轄。該村距離塞尔希伊夫卡和魯登科韋1.5公里，海拔高度173米，2001年人口41。